# Sultán Ál-Džábir
Sultán Ahmed Ál-Džábir, CBE (arabsky: سلطان أحمد الجابر; narozen 31. srpna 1973, Umm al-Kuvajn) je emirátský politik, který je ministrem průmyslu a pokročilých technologií Spojených arabských emirátů, šéfem Abu Dhabi National Oil Company (ADNOC) a předsedou Masdaru.
Ál-Džábir je zvláštním vyslancem Spojených arabských emirátů pro klimatické změny a předsedou klimatických rozhovorů COP28. Jeho jmenování do čela klimatických rozhovorů COP28 bylo silně kritizováno ekology kvůli jeho dosavadním výsledkům v ADNOC. Jako šéf ADNOC dohlížel na podstatné rozšíření těžby plynu a ropy ve stejnou dobu, kdy je průmysl fosilních paliv pod tlakem na snížení produkce, aby se zmírnila změna klimatu.

## Mládí a vzdělání
Ál-Džábir, rodák ze SAE, se narodil 31. srpna 1973 v Umm al-Kuvajnu ve Spojených arabských emirátech. Je držitelem titulu BSc v oboru chemického inženýrství z Univerzity Jižní Kalifornie, PhD v oboru podnikání a ekonomie z Univerzity v Coventry a titulu MBA z Kalifornské státní univerzity, Los Angeles. Jeho vzdělání ve Spojených státech amerických bylo financováno ze stipendia poskytnutého ADNOC.

## Obchodní kariéra

### Masdar
Ál-Džábir byl od roku 2006 zakládajícím generálním ředitelem Masdaru a v březnu 2014 byl jmenován předsedou. Pod jeho vedením Masdar rozšířil své investice do obnovitelné energie, aby diverzifikoval závislost země na ropě a získal diplomatický vliv. Ke konci roku 2022 společnost investovala ve 40 zemích. Za jeho předsednictví prošel Masdar restrukturalizací, která v roce 2022 přitáhla jako akcionáře TAQA, ADNOC a Mubadalu.

### Abu Dhabi National Oil Company
Ál-Džábir začal svou kariéru v ADNOC jako inženýr. Dne 15. února 2016 byl jmenován generálním ředitelem společnosti. Od té doby veřejně kotoval několik podniků ADNOC a zároveň přilákal přibližně 26 miliard USD v mezinárodních investicích od společností jako BlackRock, Eni a KKR.
V únoru 2019 podepsal se společnostmi BlackRock a KKR dohodu ve výši 4 miliard USD o investicích do rozvoje infrastruktury ropovodů středního proudu. Konsorcium šesti společností podepsalo v červenci 2020 dohodu o investici 20,7 miliardy USD do aktiv infrastruktury ADNOC. Jednalo se o dosud největší investici do energetické infrastruktury na Blízkém východě a v té době největší na světě pro rok 2020. V roce 2017 vedl první IPO společnosti ADNOC, ADNOC Distribution.
Jako vedoucí ADNOC se snažil zvýšit těžbu ropy ADNOC ze 3 milionů barelů ropy denně v roce 2016 na 5 milionů do roku 2030. The New York Times poznamenal, že ADNOC byla jednou z mála ropných společností, které v roce 2021 stále hodně investovaly do zvýšení produkce. Financial Times napsal, že Ál-Džábirovy pokusy o zvýšení těžby ropy byly „obzvláště ostré“ vzhledem k tomu, že zastává roli klimatického cara ve Spojených arabských emirátech a vzhledem k tomu, že průmysl fosilních paliv je pod tlakem, aby snížil těžbu s cílem zmírnit změnu klimatu. Financial Times v roce 2023 napsal, že ADNOC má v úmyslu investovat 150 miliard USD do rozšíření své produkce ropy a zemního plynu, zatímco na nízkouhlíkovou expanzi po delší období vyčlení pouze 15 miliard USD.
Ál-Džábir se pokusil vykreslit se jako obhájce životního prostředí. Pod jeho vedením ADNOC investoval do projektů zachytávání uhlíku a zeleného vodíku a zároveň se zavázal, že bude své operace pohánět obnovitelnými zdroji energie. Kritici však tvrdí, že tyto investice blednou ve srovnání s jeho expanzí v produkci plynu a ropy a jsou součástí greenwashingové kampaně. Stanley Reed, novinář zaměřující se na energetiku pro New York Times, poznamenal, že tato oznámení zčásti „vylepšují obraz“ a že i když vláda Abú Dhabí usilovala o diverzifikaci své ekonomiky, jejím cílem bylo také zachovat významný budoucí trh pro své zásoby ropy.

### Správní pozice

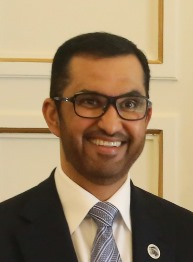
Sultán Ahmed Ál-Džábir v roce 2024

Ál-Džábir je výkonným ředitelem skupiny ADNOC a členem Nejvyšší rady Abú Dhabí pro finanční a ekonomické záležitosti. Je předsedou Emirates Development Bank a správní rady Univerzity umělé inteligence Muhammada ibn Zájida. V letech 2009 až 2019 byl předsedou představenstva Abu Dhabi Ports, Abu Dhabi Media a Sky News Arabia.

### Předsednictví COP28
V lednu 2023 byl jmenován prezidentem klimatické konference COP28 v Dubaji.
Před klimatickým summitem odmítl výzvy, že je zapotřebí postupné ukončování využívání fosilních paliv, aby se globální oteplování omezilo na 1,5 °C, a během živé klimatické akce a diskuse s Mary Robinsonovou tvrdil, že by to poškodilo ekonomický rozvoj a že za návrhem nebyla „žádná věda“. Skupiny na ochranu klimatu vyjádřily znepokojení nad jeho komentáři, přičemž generální ředitel Climate Analytics Bill Hare to popsal jako „na hranici popírání klimatické změny“. Během summitu se Ál-Džábir bránil a uvedl, že to, co řekl, bylo špatně vyloženo.
Dne 27. listopadu 2023 Center for Climate Reporting a BBC News oznámily, že na základě uniklých dokumentů Spojené arabské emiráty porušily pravidla chování UNFCCC tím, že plánovaly využít COP28 k předkládání dohod o ropě a plynu zahraničním vládám. Ál-Džábir popřel zprávy, že by Spojené arabské emiráty chtěly na summitu usilovat o ropné dohody, přičemž obvinění označil za nepravdivé a za pokus podkopat práci předsednictví COP28.
Za jeho předsednictví se summit zavázal k dohodě o klimatu obsahující jazyk směrující „přechod od fosilních paliv“. Jednalo se o první akci COP Rámcové úmluvy OSN o změně klimatu, kde bylo dosaženo dohody, která navrhla takový způsob směřování pro fosilní paliva. Dohoda byla zároveň kritizována za to, že neobsahovala výslovný závazek k postupnému ukončení využívání fosilních paliv a za zahrnutí ukládání uhlíku jako prostředku ke snížení emisí.

## Ministr vlády Spojených arabských emirátů
Dne 12. března 2013 byl jmenován ministrem zahraničí a připojil se k Radě ministrů Spojených arabských emirátů. Funkci zastával do července 2020, kdy byl jmenován ministrem průmyslu a pokročilých technologií. V listopadu téhož roku byl jmenován zvláštním vyslancem pro změnu klimatu, aby zastupoval SAE na všech mezinárodních fórech k této otázce.

## Energie a změna klimatu
V roce 2009 byl jmenován generálním tajemníkem OSN Pan Ki-munem do jeho poradní skupiny pro energetiku a změnu klimatu (AGECC). Ten samý rok jako generální ředitel Masdaru pomohl přenést sídlo Mezinárodní agentury pro obnovitelné zdroje energie (IRENA) do SAE. Na mezinárodních fórech, jako je Mnichovská bezpečnostní konference v roce 2022, obhajoval globální přístup k řešení změny klimatu. Zdůraznil také klíčovou roli, kterou by národní producenti uhlovodíků měli hrát v energetické transformaci, a tvrdil, že v dohledné budoucnosti budou zapotřebí barely s nejnižší uhlíkovou náročností.
Během jeho působení ve funkci zvláštního vyslance pro klima v Rámcové úmluvě OSN o změně klimatu (UNCCC) pro Spojené arabské emiráty organizace vybrala SAE jako hostitele COP28 v roce 2023. Amnesty International reagovala na plán ADNOC Drilling rozšířit výrobu fosilních paliv a jeho rekordní zisky a přirovnala je ke jmenování generálního ředitele společnosti Sultána Ál-Džábira předsedou klimatických rozhovorů COP28 v roce 2023. Amnesty vyjádřila obavy, že se ropná společnost snažila zneužít konferenci ve prospěch širších zájmů fosilních paliv, a že konference o klimatu bude diskutovat o způsobech, jak se vypořádat se změnou klimatu, zatímco společnost, kterou Ál-Džábir vede, způsobuje velké škody klimatu svým odpadem a úniky z ropy a plynu, radioaktivního materiálu, solí a toxických chemikálií a uvolňováním skleníkových plynů. Americký senátor Ed Markey se postavil proti rozhodnutí uspořádat nadcházející globální klimatickou konferenci COP28 ve Spojených arabských emirátech a vyjádřil pochybnosti o „upřímnosti“ Spojených arabských emirátů vůči závazku k opatřením v oblasti klimatu. Ed Markey s odkazem na tvrzení Ál-Džábira, že jeho vedoucí role mu umožní přimět průmysl k dekarbonizaci, uvedl, že pochybuje, zda budou takové závazky zachovány i po konferenci. Několik dní po prohlášení Eda Markeyho více než 130 amerických zákonodárců a členů Evropského parlamentu vyzvalo k odstoupení Sultána Ál-Džábira jako kandidáta na předsedu klimatického summitu COP28.

### Obvinění z greenwashingu 2023
V květnu 2023 The Guardian uvedl, že Ál-Džábir byl obviněn z pokusu o greenwashing své image, a to prostřednictvím členů jeho týmu upravujícího Wikipedii, aby ho příznivě vykreslili jako obhájce zelené energie, a zároveň bagatelizovali jeho zapojení do průmyslu fosilních paliv. Mezi editace patřilo přidání citátu, který Ál-Džábira popisoval jako „spojence klimatického hnutí“ a návrh na to, aby editoři odstranili zmínku o multimiliardové dohodě o ropovodu, kterou podepsal v roce 2019. Uživatel Wikipedie, který prozradil, že je ADNOC zaplatila, navrhl změnit stránku tak, aby to vypadalo, že Ál-Džábir jednoduše přilákal „mezinárodní investice“ do ADNOC, a odstranil konkrétní dohodu s BlackRock a KKR o rozvoji infrastruktury ropovodů. Bylo také hlášeno, že uživatel Wikipedie upravoval články na Wikipedii, přestože byl od toho „silně odrazován“ administrátorem Wikipedie. Vyšetřování Guardianu z června 2023 také ukázalo, že velký počet falešných účtů na Twitteru a Medium buď propaguje a brání hostování COP28 v SAE pomocí profilových obrázků generovaných umělou inteligencí, včetně opětovného zveřejňování vládních tweetů SAE a snaží se vyvrátit kritiku Ál-Džábirova předsednictví.

### Údajné obchody s fosilními palivy na COP28
Dne 27. listopadu 2023 Center for Climate Reporting a BBC News oznámily, že na základě uniklých dokumentů mají Spojené arabské emiráty v úmyslu využít COP28 jako platformu k projednání dohod o fosilních palivech s patnácti zeměmi, včetně dohody s Čínou za účelem „společného vyhodnocení mezinárodních příležitostí týkajících se LNG“ v Mosambiku, Kanadě a Austrálii. Zpráva uváděla, že byly naplánovány rozhovory o fosilních palivech mezi ADNOC a 15 zeměmi a rozhovory před summitem mezi Masdarem a 20 zeměmi včetně Spojeného království, Francie, Německa a dalšími. Ál-Džábir popřel zprávy, že by Spojené arabské emiráty chtěly na summitu usilovat o ropné dohody, přičemž obvinění označil za pokus podkopat jeho práci.

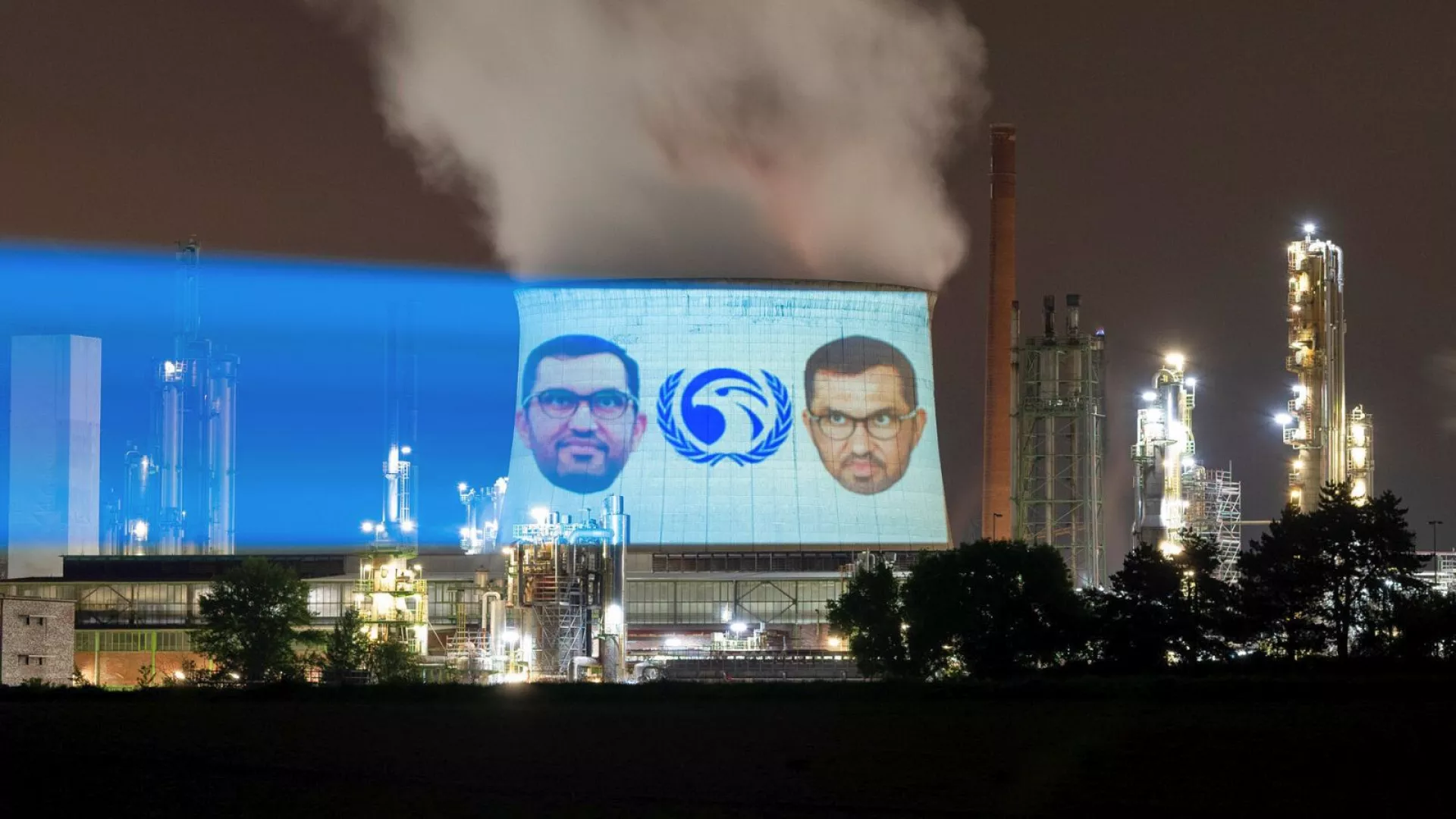
Předseda COP28 Sultán Ál-Džábir promítal na ropnou rafinerii v německém Bonnu poblíž zasedání UNFCCC

BBC News informovalo o podstatném zvýšení těžby ropy ve Spojených arabských emirátech, přičemž státní ropná společnost ADNOC předpokládá, že do roku 2030 vytěží o 42 % více. Navzdory tomu ADNOC prohlašuje, že má za cíl zvýšit šetrnost ke klimatu.
Podle vyšetřování Global Witness zveřejněného dne 5. června 2024 usilovala Abu Dhabi National Oil Company (ADNOC) o dohody s 12 ze 16 zemí údajně označených jako cílové země pro uzavření dohody z uniklého dokumentu, který získali novináři z Centre for Climate Reporting. Podle Global Witness se ADNOC v roce 2023 zabýval 20 velkými mezinárodními dohodami o fosilních palivech.

## Vyznamenání
V roce 2013 byl jmenován čestným komandérem Řádu britského impéria (CBE). Ten samý rok také obdržel mauritánskou medaili Národního řádu za zásluhy. V roce 2019 obdržel cenu International Lifetime Achievement Award od indického premiéra Naréndry Módího.

## Osobní život
Sultán Ál-Džábir je ženatý a má čtyři děti.